# Unione Sportiva Milanese 1914-1915
Questa pagina raccoglie i dati riguardanti l'Unione Sportiva Milanese nelle competizioni ufficiali della stagione 1914-1915.

## Stagione
L'US Milanese si classificò al terzo posto nel girone E a pari merito con il Brescia, pertanto fu condannata a uno spareggio per la permanenza nel massimo campionato contro le rondinelle. Il Brescia si impose per 3-2 nel suddetto spareggio, svoltosi il 6 gennaio 1915 sul campo dell'Internazionale (cioè l'Inter, ma all'epoca tale abbreviazione non era quasi mai usata dai giornali), condannando dunque i meneghini alla retrocessione nella costituenda Categoria B, ma la Federazione ribaltò a tavolino tale verdetto avendo accertato che le rondinelle avevano schierato irregolarmente il giocatore Bollani nell'incontro del 6 dicembre US Milanese-Brescia terminato 2-2 oltreché nello stesso spareggio dell'epifania. Dunque l'US Milanese vinse a tavolino l'incontro del 6 dicembre comportando l'annullamento del risultato dello spareggio, dato che nella nuova classifica del girone E il Brescia era scivolato al quarto posto staccato di due punti dai meneghini e dunque le due compagini non erano più a pari merito. L'US Milanese si salvò così dalla retrocessione.

## Organigramma societario
Area direttiva
- Presidente: Angelo Cordano
- Consiglieri: Leonardo Acquati, rag. Arturo Baraldi, Beniamino Cairoli, Giovanni De Maestri, Celso Morbelli, Achille Macoratti, Alessandro Radice, Agostino Recalcati, Emilio Roncoroni, Luigi Terragni.

Delegati Federali: rag. Arturo Baraldi (F.I.G.C.), Pietro Capilupi (F.I.S.A.), Leonardo Acquati (U.V.I.), Achille Macoratti (M.C.I.), rag. Luigi Bosisio (F.G.N.I.), marchese Federico Giardina (F.S.).
- Sede: Via Pontaccio 16, Milano.
- Campo: Motovelodromo Sempione.

Area organizzativa
- Segretario: Alfredo Comazzi

Area tecnica
- Allenatore: Colombo

## Rosa
| N. |                   | Ruolo | Calciatore           |
| -- | ----------------- | ----- | -------------------- |
|    | Italia (bandiera) | A     | Giovanni Ballerini   |
|    | Italia (bandiera) | D     | Cesare Boldorini (I) |
|    | Italia (bandiera) | D     | Ezio Burba           |
|    | Italia (bandiera) | A     | Gualtiero Canetta    |
|    | Italia (bandiera) | D     | Carmelo Romeo        |
|    | Italia (bandiera) | C     | Antenore Carrara     |
|    | Italia (bandiera) | A     | Francesco Cavallini  |
|    | Italia (bandiera) | C     | Armando Cremonesi    |
|    | Italia (bandiera) | C     | Osvaldo Dagradi      |
|    | Italia (bandiera) | D     | De Vecchi            |

| N. |                   | Ruolo | Calciatore          |
| -- | ----------------- | ----- | ------------------- |
|    | Italia (bandiera) | P     | Mario De Simoni     |
|    | Italia (bandiera) | A     | Mario Ferraro       |
|    | Italia (bandiera) | A     | Antonio Gentili     |
|    | Italia (bandiera) | A     | Luigi Ghezzi (I)    |
|    | Italia (bandiera) | C     | Umberto Ghezzi (II) |
|    | Italia (bandiera) | A     | Umberto Recami      |
|    | Italia (bandiera) | A     | Robecchi            |
|    | Italia (bandiera) | D     | Luigi Vicini        |
|    | Italia (bandiera) | D     | Luigi Zappa         |

## Risultati

### Prima Categoria

#### Girone E

##### Girone di andata
| Arbitro: | Masperi (Brescia) |

|                  |           |               |
| Dagradi 12’, 90’ | Marcatori | 56’ Albertoni |

| Arbitro: | Moda (Milano) |

|                                      |           |                 |
| Albonico ?’ (p.t.) Luzzani ?’ (s.t.) | Marcatori | 65’, ?’ Canetta |

| Arbitro: | Brivio (Verona) |

|                                                       |           |                                       |
| Zorzi ?’ (p.t.) Forlivesi ?’ (s.t.) Minchio ?’ (s.t.) | Marcatori | 10’, 15’ Ballerini ?’ (s.t.) Robecchi |

| Arbitro: | Pedroni (Milano) |

|                           |           |                                          |
| Cavallini 21’ Dagradi 26’ | Marcatori | 48’, 76’ Aebi 50’ L. Cevenini 89’ Agradi |

| Arbitro: | Moda (Milano) |

|               |           |             |
| Fratus II 27’ | Marcatori | 58’ Dagradi |

##### Girone di ritorno
| Arbitro: | Malvano (Torino) |

|                                                       |           |                                                       |
| Albertoni 17’, 46’ Lombardi 50’, 60’ Burba 70’ (aut.) | Marcatori | 1’ (rig.), 72’ (rig.) Cavallini 77’ Burba 80’ Carrara |

| Arbitro: | Malvano (Torino) |

|                               |           |                                                  |
| Gentili 48’, 55’ Ghezzi I 70’ | Marcatori | 24’ (rig.), 78’ (rig.) Niederhauser 26’ Albonico |

| Arbitro: | Brunetti (Torino) |

|             |           |                           |
| Ghezzi I 2’ | Marcatori | 41’ Minchio 65’ Ballerini |

| Arbitro: | Pedroni (Milano) |

|                                                                         |           |           |
| Agradi ?’, ?’, ?’, ?’ Cevenini III ?’, ?’ Aebi ?’, ?’ Engler Cevenini I | Marcatori | Cavallini |

| Milano 6 dicembre 1914 10ª giornata | US Milanese      | 1 – 0 A tav. | Brescia | Campo di via Stelvio\| Arbitro: \| Pedroni (Milano) \| |
| Arbitro:                            | Pedroni (Milano) |              |         |                                                        |

## Statistiche

### Statistiche di squadra
| Competizione               | Punti | In casa | In casa | In casa | In casa | In casa | In casa | In trasferta | In trasferta | In trasferta | In trasferta | In trasferta | In trasferta | Totale | Totale | Totale | Totale | Totale | Totale | DR  |
| Competizione               | Punti | G       | V       | N       | P       | Gf      | Gs      | G            | V            | N            | P            | Gf           | Gs           | G      | V      | N      | P      | Gf     | Gs     | DR  |
| -------------------------- | ----- | ------- | ------- | ------- | ------- | ------- | ------- | ------------ | ------------ | ------------ | ------------ | ------------ | ------------ | ------ | ------ | ------ | ------ | ------ | ------ | --- |
| Prima Categoria - girone E | 10    | 5       | 3       | 1       | 1       | 10      | 9       | 5            | 0            | 3            | 2            | 11           | 23           | 10     | 3      | 4      | 3      | 21     | 32     | -11 |

### Statistiche dei giocatori
| Giocatore      | Prima Categoria | Prima Categoria |
| Giocatore      | Presenze        | Reti            |
| -------------- | --------------- | --------------- |
| G. Ballerini   | 7               | 3               |
| C. Boldorini   | 10              | 0               |
| E. Burba       | 8               | 1               |
| G. Canetta     | 1               | 2               |
| A. Carrara     | 10              | 1               |
| F. Cavallini   | 7               | 4               |
| A. Cremonesi   | 1               | 0               |
| O. Dagradi     | 10              | 3               |
| M. De Simoni   | 10              | -32             |
| M. Ferraro     | 2               | 0               |
| A. Gentili     | 2               | 2               |
| L. Ghezzi (I)  | 10              | 2               |
| U. Ghezzi (II) | 10              | 0               |
| U. Recami      | 1               | 0               |
| Robecchi       | 10              | 1               |
| C. Romeo       | 1               | 0               |
| L. Vicini      | 9               | 0               |
| L. Zappa       | 1               | 0               |